# Tired (bài hát của Alan Walker)
"Tired"là một bài hát của DJ và nhà sản xuất âm nhạc người Na Uy Alan Walker, hợp tác cùng ca sĩ-nhạc sĩ người Ireland Gavin James. Bài hát được sáng tác bởi Mike Needle, Dan Bryer, Gavin James, Oliver Green, Alan Walker, Gunnar Greve, Mood Melodies, Lars Kristian Rosness, Marcus Arnbekk và Fredrik Borch Olsen. Bài hát được phát hành trực tuyến vào ngày 19 tháng 5 năm 2017. Vào ngày 14 tháng 7 năm 2017, Kygo đã phát hành một bản phối lại cho bài hát.

## Bối cảnh
Walker đã từng biểu diễn"Tired"trong các buổi trình diễn trực tiếp của anh trước khi phát hành chính thức đĩa đơn. Vào ngày 15 tháng 5 năm 2017, Alan Walker đăng tải một đoạn teaser cho đĩa đơn trên mạng xã hội, hé lộ về ảnh bìa của đĩa đơn. Một đoạn trailer được phát hành ngày 17 tháng 5 năm 2017, tiếp tục hé lộ thêm chi tiết về video âm nhạc của bài hát, và sử dụng phiên bản không lời của bài hát làm nền.
Nhân dịp phát hành đĩa đơn, Walker nói:"Tôi rất hứng khởi khi cuối cùng cũng được ra mắt 'Tired'. Tôi thấy nó như thêm vào một chiều khác trong những tác phẩm của mình. Hơn nữa, đây cũng là lần đầu tôi hợp tác với một giọng ca nam, và tôi rất cám ơn Gavin James đã cùng tham gia với tôi. Anh ấy có một giọng hát tuyệt vời, đã viết một bài hát rất hay và tôi mong những người hâm mộ cũng sẽ thích nó như tôi vậy!"James nói thêm:"Tôi rất vui được hợp tác cùng Alan trong bài hát này, anh ấy rất có tài năng, tôi thích phong cách của anh ấy và những gì anh ấy đã làm với bài hát! Tôi không thể chờ tới lúc những khán giả của cả hai chúng tôi được thưởng thức nó!"

## Đánh giá chuyên môn
Matt Medved của Billboard nói rằng"Tired"là một bài hát"phô diễn âm điệu trứ danh của Walker với một phong cách phù hợp trên radio hơn các tác phẩm trước của anh."

## Danh sách bài hát
| Tải kỹ thuật số | Tải kỹ thuật số                   | Tải kỹ thuật số |
| STT             | Nhan đề                           | Thời lượng      |
| --------------- | --------------------------------- | --------------- |
| 1.              | "Tired" (hợp tác với Gavin James) | 3:12            |

| Tải kỹ thuật số – Remixes | Tải kỹ thuật số – Remixes              | Tải kỹ thuật số – Remixes |
| STT                       | Nhan đề                                | Thời lượng                |
| ------------------------- | -------------------------------------- | ------------------------- |
| 1.                        | "Tired" (Axollo Remix)                 | 3:49                      |
| 2.                        | "Tired" (Lemarroy Remix)               | 3:16                      |
| 3.                        | "Tired" (Kovan and Alex Skrindo Remix) | 3:20                      |

| Tải kỹ thuật số – Remixes | Tải kỹ thuật số – Remixes              | Tải kỹ thuật số – Remixes |
| STT                       | Nhan đề                                | Thời lượng                |
| ------------------------- | -------------------------------------- | ------------------------- |
| 1.                        | "Tired" (Axollo Remix)                 | 3:49                      |
| 2.                        | "Tired" (Lemarroy Remix)               | 3:16                      |
| 3.                        | "Tired" (Kovan and Alex Skrindo Remix) | 3:20                      |
| 4.                        | "Tired" (Alan Walker Remix)            | 3:30                      |
| 5.                        | "Tired" (Bruno Martini Remix)          | 4:29                      |
| 6.                        | "Tired" (K-391 Remix)                  | 3:15                      |
| 7.                        | "Tired" (Steerner and Tobu Remix)      | 3:22                      |

| Tải kỹ thuật số – Kygo Remix | Tải kỹ thuật số – Kygo Remix | Tải kỹ thuật số – Kygo Remix |
| STT                          | Nhan đề                      | Thời lượng                   |
| ---------------------------- | ---------------------------- | ---------------------------- |
| 1.                           | "Tired" (Kygo Remix)         | 4:00                         |

## Các cá nhân tham gia
Phần ghi công được lấy từ Tidal.
- Alan Walker, Marcus Arnbekk, Lars Kristian Rosness, Fredrik Borch Olsen, Mood Melodies – sáng tác, sản xuất
- Gavin James, Mike Needle, Dan Bryer, Oliver Green – sáng tác
- Gunnar Greve – sáng tác, sản xuất, giám đốc sản xuất
- Carl Hovind – sản xuất
- Miles Walker – hòa âm
- Björn Engelmann – mastering
- Eirik Næss – guitar
- Andre Viervoll – organ

## Xếp hạng và chứng nhận
| Bảng xếp hạng (2017)                            | Vị trí cao nhất |
| ----------------------------------------------- | --------------- |
| Úc (ARIA)                                       | 68              |
| Áo (Ö3 Austria Top 40)                          | 35              |
| Cộng hòa Séc (Rádio Top 100)                    | 34              |
| Cộng hòa Séc (Singles Digitál Top 100)          | 59              |
| Pháp (SNEP)                                     | 79              |
| Trường songid là BẮT BUỘC CHO BẢNG XẾP HẠNG ĐỨC | 66              |
| Hungary (Rádiós Top 40)                         | 14              |
| Hungary (Single Top 40)                         | 24              |
| Ireland (IRMA)                                  | 78              |
| Latvia (Latvijas Top 40)                        | 35              |
| New Zealand Heatseekers (RMNZ)                  | 8               |
| Na Uy (VG-lista)                                | 5               |
| Ba Lan (Polish Airplay Top 100)                 | 16              |
| Slovakia (Rádio Top 100)                        | 63              |
| Slovakia (Singles Digitál Top 100)              | 59              |
| Thụy Điển (Sverigetopplistan)                   | 21              |
| Thụy Sĩ (Schweizer Hitparade)                   | 64              |
| Hoa Kỳ Dance Club Songs (Billboard)             | 12              |
| Hoa Kỳ Hot Dance/Electronic Songs (Billboard)   | 27              |

| Quốc gia | Chứng nhận  | Số đơn vị/doanh số chứng nhận |
| --- | ----------- | ----------------------------- |
| Thụy Điển (GLF) | 2× Bạch kim | 40.000‡                       |
| * Chứng nhận dựa theo doanh số tiêu thụ. ^ Chứng nhận dựa theo doanh số nhập hàng. ‡ Chứng nhận dựa theo doanh số tiêu thụ và phát trực tuyến. |             |                               |

## Lịch sử phát hành
| Khu vực  | Ngày                | Định dạng       | Phiên bản  | Nhãn đĩa   | Tham khảo |
| -------- | ------------------- | --------------- | ---------- | ---------- | --------- |
| Toàn cầu | 19 tháng 5 năm 2017 | Tải kỹ thuật số | Gốc        | Mer Musikk | [ 6 ]     |
| Toàn cầu | 23 tháng 6 năm 2017 | Tải kỹ thuật số | Remixes    | Mer Musikk | [ 7 ]     |
| Toàn cầu | 14 tháng 7 năm 2017 | Tải kỹ thuật số | Kygo Remix | Mer Musikk | [ 9 ]     |